# Смолка (растение)
Смолка (лат. Viscaria; от viscum — птичий клей) — род травянистых растений семейства Гвоздичные (Caryophyllaceae), распространённый в Европе, Западной Сибири и на северо-востоке Северной Америки. По современной классификации все подтвержденные виды рода отнесены к другим родам (в основном к Silene — Смолёвка), в составе числятся лишь 24 таксона с неопределенным статусом, ожидающих уточнения таксономического положения.

## Ботаническое описание
Многолетние корневищные травы, 5—90 см высотой. Стебли простые, прямостоячие, реже восходящие. Листья линейно-ланцетные или линейные, острые, большая часть собрана в прикорневую розетку.
Цветки обоеполые, пятичленные, собранные в кистевидные или метелковидные, реже головкообразные соцветия из дихазиев. Чашечка 3—12 мм длиной, колокольчатая, цилиндрическая или булавовидная с 10 не всегда ясными жилками и 5 треугольными туповатыми зубцами. Лепестки розовые, малиновые или белые с цельной, выемчатой на верхушке или двураздельной пластинкой и хорошо развитым привенчиком. Тычинок 10; пыльники от розового до сиреневого или фиолетово-коричневого цвета. Стилодиев 3 (Viscaria asterias) или 5. Коробочка матовая, при основании пятигнездная, эллиптическая или яйцевидная, на карпофоре 1—5 мм длиной, вскрывающаяся 3 (Viscaria asterias) или 5 зубцами. Семена почковидные или округло-почковидные, мелкобугорчатые, 0,3—0,5 мм в диаметре. 2n = 24.

## Виды
Ранее включавшиеся в состав рода виды по современной классификации отнесены к роду Silene Смолёвка
- Viscaria alpina (L.) G.Don — Смолка альпийская → Смолёвка шведская (Silene suecica)
- Viscaria atropurpurea Griseb. — Смолка тёмно-красная → Смолёвка тёмно-красная (Silene atropurpurea)Silene atropurpurea
- Viscaria vulgaris Bernh. typus — Смолка клейкая, или Смолка обыкновенная → Смолёвка клейкая (Silene viscaria)

В состав рода Смолка в соответствии с Системой APG IV по состоянию на декабрь 2023 года включаются 24 таксона с неопределенным статусом, ожидающих уточнения таксономического положения:
- Viscaria alba hort. ex G.Don
- Viscaria albiflora Sweet
- Viscaria alpina subsp. borealis Böcher
- Viscaria aspera Poir.
- Viscaria asterias (Griseb.) Frajman
- Viscaria burridgii hort. ex E.Vilm.
- Viscaria cardinalis hort. ex E.Vilm.
- Viscaria dunnettii Bailly
- Viscaria elegans hort. ex E.Vilm.
- Viscaria helvetica G.Don
- Viscaria intermedia Ledeb.
- Viscaria lagrangei Coss.
- Viscaria magellanica G.Don
- Viscaria neglecta G.Don
- Viscaria nivalis Simonk.
- Viscaria oculata Lindl.
- Viscaria purpurea Wimm.
- Viscaria sigeri Griseb. & Schenk
- Viscaria suecica Sweet
- Viscaria taenioides Comm. ex Danser
- Viscaria vallesiaca (Thell.) Bergmans
- Viscaria viburgensis (Tzvelev) Tzvelev
- Viscaria viscaria (L.) Voss
- Viscaria viscaria Degen